# Antiga Igreja Matriz de Aljezur
A Antiga Igreja Matriz de Aljezur foi um monumento religioso na vila de Aljezur, na região do Algarve, em Portugal. Construída no século XIII, foi destruída pelo Sismo de 1755, tendo as suas ruínas sido utilizadas como cemitério até ao século XIX. Foi substituída por uma nova igreja matriz, edificada num local diferente.

## Descrição
As ruínas da antiga igreja matriz situam-se no centro histórico de Aljezur, nas imediações do castelo, do Museu Antoniano e da Casa Museu Pintor José Cercas.
A igreja foi construída originalmente no estilo românico, mas sofreu várias mudanças estruturais ao longo da sua história, devido a múltiplas campanhas de obras. Um das principais alterações foi no altar-mor, que na sua forma final já apresentava uma configuração no manuelino Gótico. Os documentos mais antigos descrevem-na como tendo uma só nave, à qual se acedia por três portais de ogiva, no topo de uma escadaria. O maior destes portais tinha uma pedra de armas com a heráldica da Ordem de Santiago, que foi preservada no Museu Municipal, O edifício original tinha um campanário na parede sul, com dois sinos. Um dos sinos sobreviveu ao sismo, tendo sido exposto no Museu de Arte Sacra Monsenhor Francisco Pardal. Este sino foi originalmente fundido nos séculos XIII ou XIV, sendo um dos mais antigos em território nacional, e apresenta vários elementos de destaque, incluindo dois cordões com legendas em letras carolíngia-góticas, comuns dos finais dos séculos XIII a XIV, a imagem da padroeira da igreja, Santa Maria da Alva, coroada e com o Menino Jesus ao colo, e na face oposta a imagem de Santa Bárbara. Esta última é de especial interesse porque Santa Bárbara foi padroeira de apenas duas igrejas da Ordem de Santiago no Algarve, uma em Faro e outra em Tavira, e não se faz qualquer referência a um templo dedicado a esta santa na Comenda, nem nas várias Visitações da Ordem, nos séculos XV e XVI. Embora Santa Bárbara seja principalmente conhecida por proteger contra tempestades e trovoadas, também era invocada para proteger os indivíduos de uma morte súbita, sem tempo para fazer uma confissão ou a extrema-unção, o que era muito receado pelas populações medievais.

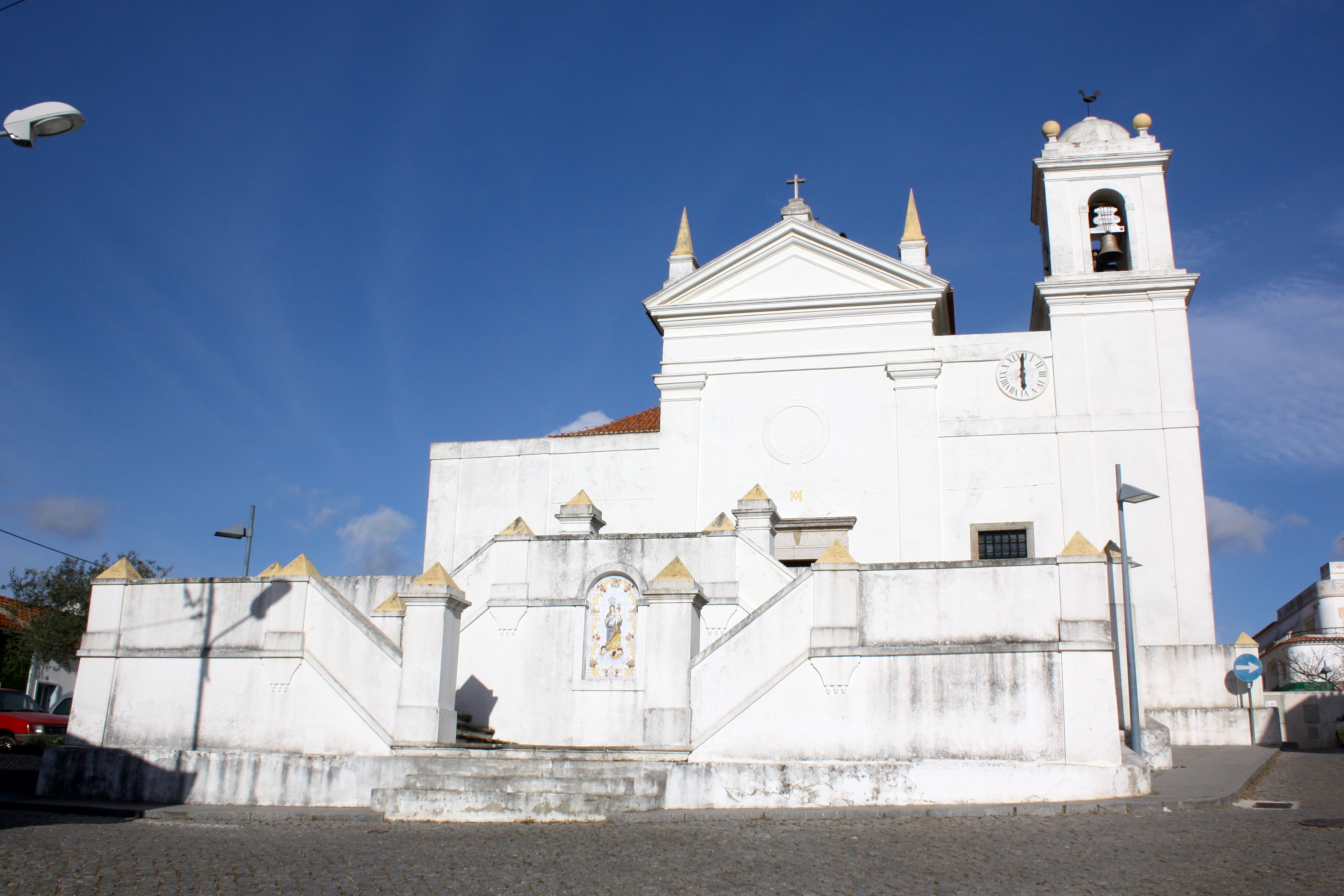
Nova Igreja Matriz de Aljezur, inaugurada no século XIX.

## História
O local onde se situava a igreja terá sido habitado pelo menos desde a antiguidade, como refere o arqueólogo Estácio da Veiga na sua obra Antiguidades monumentaes do Algarve: «nas ruinas da antiga igreja matriz, destruida pelo terramoto de 1755, mais de uma vez se tem achado restos de construcções romanas e moedas de vários povos».
A igreja terá sido construída no século XIII, na sequência da reconquista cristã de Aljezur. O historiador José António Martins avançou a teoria de que já estaria concluído quando o rei D. Dinis visitou pela primeira vez o Algarve, em 1282, hipótese suportada pela circunstância que a vila já possuía foral nessa altura, estando muito provavelmente já aberta ao culto quando aquele monarca visitou a região pela segunda vez, em 1302. Os registos mais antigos da igreja são de 1320 e 1321, quando o rei D. Dinis ordenou que fosse feito um censo à população. O templo foi alvo de mútiplas campanhas de obras de restauro e beneficiação por parte da Ordem de Santiago, devido principalmente a problemas no telhado e no pavimento. No século XVI foram feitas grandes alterações, que incluíram a reconstrução total do altar-mor, que passou a apresentar um estilo manuelino, a instalação de uma sacristia e a eliminação dos frescos que decoravam as paredes.
A vila foi muito atingida pelo sismo de 1755, incluindo a Igreja Matriz, que ficou em estado de ruína. O Bispo do Algarve, D. Francisco Gomes de Avelar, planeou a construção de um novo núcleo populacional num local mais plano e saudável, que incluía igualmente a instalação de uma nova igreja matriz. Porém, devido à oposição dos habitantes de Aljezur, só no século XIX é que foi concluída a mudança para o novo local.
Antes da sua destruição, a igreja era utilizada como local de enterramentos, tendo esta prática continuado após o sismo, uma vez que o local do antigo edifício foi aproveitado como um cemitério até ao século XIX. Partes da sua estrutura também terão sido reutilizadas na construção de casas nas proximidades. Uma das figuras de relevo que terá sido sepultado na igreja foi Bartolomeu Perestrelo, falecido em meados do século XV, e que era sogro de Cristóvão Colombo. Do templo original sobreviveram alguns quadros maneiristas, que foram transportados para a nova igreja matriz.
Em Maio de 2008 iniciaram-se pesquisas arqueológicas no antigo cemitério de Aljezur, como parte da primeira campanha de valorização arqueológica daquele espaço, organizada pela Associação de Defesa do Património Histórico e Arqueológico de Aljezur, a Arqueonova – Associação de Arqueologia e Defesa do Património, e a Câmara Municipal de Aljezur, que financiou esta intervenção. Foram encontrados vários vestígios da antiga igreja, como várias partes do antigo pavimento do edifício, em tijloleira, que eram levantadas para escavar as sepulturas, uma parede lateral com uma porta entaipada, que foi reaproveitada como parte dos muros do cemitério, restos das antigas arcarias, e outras peças do edifício que foram incorporadas nos muros do cemitério, sendo de especial interesse uma estela em forma de disco, ornada com quadrifólio rebaixado, de extremidades rectas e uma estrela de oito pontas. O espólio recolhido no local inclui parte de uma estátua de Cristo crucificado em terracota, que poderá ter pertencido à igreja, trinta moedas, principalmente dinheiros da primeira dinastia e ceitis cunhados entre meados do século XV e os finais do reinado de D. Manuel I, e peças decorativas e de vestuário, como contas, alfinetes, anéis, e botões em metal, vidro e madrepérola.
Foi igualmente descoberto um grande número de cadáveres, que foram depositados em vários níveis sucessivos, indicando que o espaço considerado como sagrado seria de dimensões muito reduzidas. Na camada mais antiga, correspondente ao século XVI, as ossadas pertencem principalmente a indivíduos adultos, idosos ou muito novos, como bebés e fetos, tendo sido encontrados apenas alguns exemplares de jovens. Segundo José Marreiros, presidente da Associação de Defesa do Património Histórico e Arqueológico de Aljezur, isto fornece um testemunho importante sobre a demografia da época, uma vez que indica que os indivíduos que sobreviviam à infância tinham boas hipóteses de viver até uma idade avançada, apesar da esperança de vida ser muito mais baixa nessa altura. A camada de enterramentos mais recente data do século XIX, sendo de especial interesse a presença dos cadáveres de várias crianças, que estavam decorados com ramos em fios de cobre, decorados com flores e folhas em tons azuis e verdes, e que foram colocados em redor da cabeça ou sobre o torso. Foram igualmente encontrados vários vestígios de enterramentos dentro de caixões, como fragmentos de madeiras, tecidos de revestimento, pegas em bronze e ferro, além de algumas partes de vestuário, como fivelas e sapatos em couro, com ilhozes em bronze. Porém, a maior parte dos indivíduos não foram inumados dentro de caixões, uma vez que este processo era muito mais dispendioso, estando reservado apenas aos habitantes mais abastados. De acordo com José Marreiros, estes trabalhos e a sua posterior investigação iriam permitir um maior conhecimento «sobre a vivência destes aljezurenses de há séculos, sobre a sua alimentação e as doenças de que padeciam».